# Том Вільямс (хокеїст, 1940)
Томас Марк Вільямс (англ. Thomas Mark "Tommy, The Bomber" Williams, 17 квітня 1940, Дулут — 8 лютого 1992) — американський хокеїст, що грав на позиції крайнього нападника. Грав за збірну команду США.

## Ігрова кар'єра
Професійну хокейну кар'єру розпочав 1960 року.
Протягом професійної клубної ігрової кар'єри, що тривала 17 років, захищав кольори команд «Бостон Брюїнс», «Міннесота Норт-Старс», «Каліфорнія Голден-Сілс», «Нью-Інгленд Вейлерс» та «Вашингтон Кепіталс».
Усього провів 663 матчі в НХЛ, включаючи 10 ігор плей-оф Кубка Стенлі.
Виступав за збірну США.
Став золотим призером на зимовій Олімпіаді 1960 року в Скво-Веллі.